# Piper pebasense
Piper pebasense är en pepparväxtart som beskrevs av William Trelease. Piper pebasense ingår i släktet Piper och familjen pepparväxter. Inga underarter finns listade i Catalogue of Life.